# IPadOS 14
iPadOS 14 — другий основний випуск операційної системи iPadOS, що розроблена Apple для лінійки планшетних комп'ютерів iPad. Вона була представлена 22 червня 2020 року на Worldwide Developers Conference (WWDC), як наступниця iPadOS 13, що робить її другою версією форка iPadOS від iOS. Вона стала доступною для встановлення 16 вересня 2020 року. Її наступницею стала iPadOS 15, яка була випущена 20 вересня 2021 року.

## Історія

### Оновлення
Перша бета-версія iPadOS 14 для розробників була випущена 22 червня 2020 року, а перша публічна бета-версія — 9 липня 2020 року. iPadOS 14 був офіційно випущена 16 вересня 2020 року. При цьому, не було публічного бета-тестування iPadOS 14.1.
| Версія | Збірка      | Дата випуску     | Примітки |
| ------ | ----------- | ---------------- | --- |
| 14.0   | 18A373      | 16 вересня 2020  | Початковий випуск, початковий випуск для iPad (8-го покоління) та iPad Air (4-го покоління) |
| 14.0.1 | 18A393      | 24 вересня 2020  | Виправлено помилки, у тому числі для проблему, яка може призвести до скидання налаштувань браузера за замовчуванням і пошти після перезавантаження пристрою |
| 14.1   | 18A8395     | 20 жовтня 2020   | Покращення та виправлення помилок Додано підтримку відтворення та редагування 10-бітного HDR-відео у програмі Фотографії для iPad Pro 12,9 дюйма (2-го покоління) і новіших версій, iPad Pro 11 дюймів, iPad Pro 10,5 дюймів, iPad Air (3-го покоління) і новіших версій, а також iPad mini (5-го покоління) Виправлено проблему, через яку деякі віджети, папки та іконки відображалися в зменшеному розмірі на головному екрані Виправлено проблему, через яку деякі електронні листи в програмі Пошта надсилалися з неправильного псевдоніма Виправлено проблему, через яку деякі користувачі іноді не могли завантажувати або додавати пісні до своєї бібліотеки під час перегляду альбому або списку відтворення, виправлено проблему, через яку роздільна здатність потокового відео може тимчасово зменшуватися на початку відтворення Виправлено проблему в програмі Файли, яка могла призвести до того, що деякі постачальники хмарних послуг, під керуванням MDM, неправильно відображали вміст як недоступний |
| 14.2   | 18B92       | 5 листопада 2020 | Зʼявився перемикач Shazam в Центрі керування, оновлені елементи керування медіа, розпізнавання облич у додатку Magnifier, понад 100 нових емоджі і вісім нових шпалер у темному та світлому режимах |
| 14.3   | 18C66       | 14 грудня 2020   | Новий інтерфейс Apple TV Підтримка Apple Fitness+ для остаточного випуску |
| 14.4   | 18D52       | 26 січня 2021    | Додано запит із проханням дозволити програмам відстеження Додано опцію «Збільшення перспективи» до встановленого блоку шпалер у ярликах |
| 14.4.1 | 18D61       | 8 березня 2021   | Виправлення безпеки |
| 14.4.2 | 18D70       | 26 березня 2021  | Виправлення безпеки |
| 14.5   | 18E199      | 26 квітня 2021   | Налаштування інтерфейсу для програми Подкасти Новий інтерфейс для введення тексту за допомогою Siri та надсилання повідомлень за допомогою Siri Підтримка використання контролерів Xbox Series S/X і PlayStation 5 Новий інтерфейс користувача для оновлення програмного забезпечення в Параметрах Повна дата випуску пісень в Apple Music Запуск прозорості відстеження програм 2 нових/покращених голоси Siri Нові символи емодзі |
| 14.5.1 | 18E212      | 3 травня 2021    | Виправлення безпеки |
| 14.6   | 18F72       | 24 травня 2021   | Виправлення помилок Підтримка підписки Apple Card Family і Подкастів |
| 14.7   | 18G69 18G70 | 21 липня 2021    | Виправлення помилок |
| 14.7.1 | 18G82       | 26 липня 2021    | Виправлення помилок |
| 14.8   | 18H17       | 13 вересня 2021  | Виправлення безпеки |
| 14.8.1 | 18H107      | 26 жовтня 2021   | Виправлення безпеки |

Легенда:   Минулі   Поточна   Бета
1. ↑  Лише iPad (8-го покоління) (Wi-Fi + Cellular) та iPad Air (4-го покоління) (Wi-Fi + Cellular)

## Особливості системи

### Головний екран

#### Віджети
Ліворуч від першої сторінки у режимі «Сьогодні» тепер є нові перероблені віджети. Можна додавати віджети з опціями для малих, середніх або великих віджетів, але віджети більше не можуть згортатися або розгортатися. Віджети однакового розміру можна накладати один на одного та проводити пальцем між ними для зручності; може бути розміщений Smart Stack, який автоматично показуватиме користувачеві найбільш релевантний віджет залежно від часу доби. На відміну від iOS 14, в iPadOS 14 віджети не можна розміщувати безпосередньо на головному екрані; це було дозволено лише починаючи з iPadOS 15.

### Компактний інтерфейс користувача
У iPadOS 14 було внесено ряд змін, щоб зменшити візуальний простір, який займали раніше повноекранні інтерфейси; такі інтерфейси тепер з'являються та наводяться перед програмою, що дозволяє торкатися (а, отже, сприяє багатозадачності) до програм позаду. Інтерфейси голосових дзвінків, включаючи телефон, або інші програми сторонніх розробників, такі як Skype, значно стоншені, займаючи приблизно стільки ж місця, як і сповіщення. Інтерфейс Siri тепер також компактний.

### Пошук і Siri
Було вдосконалено функцію пошуку на головному екрані, зокрема вдосконалений інтерфейс користувача, панель швидкого запуску програм, детальніший пошук в Інтернеті, ярлики для пошуку в програмі та покращені пропозиції пошуку під час введення. Функція пошуку тепер з'являється і працює подібно до функції пошуку Spotlight у macOS.
На додаток до компактності, Siri тепер може відповідати на ширший набір питань і отримала підтримку більшої кількості мов. Користувачі також можуть поділитися своїм приблизним часом прибуття з контактами та запитати велосипедний маршрут.

### Сховище
iPadOS 14 отримує можливість монтувати зашифровані зовнішні диски. Однак ця можливість обмежена дисками із APFS-шифруванням. Після підключення зовнішнього диска із APFS-шифруванням, до порту USB-C на iPad програма Файли відобразить зовнішній диск на бічній панелі. Якщо вибрати диск, користувачеві буде запропоновано ввести пароль для розблокування диска.

## Підтримувані пристрої
Усі пристрої, які підтримують iPadOS 13, також підтримують iPadOS 14. Пристрої включають:
- iPad Air 2
- iPad Air (3-го покоління)
- iPad Air (4-го покоління)
- iPad (5‑го покоління)
- iPad (6‑го покоління)
- iPad (7‑го покоління)
- iPad (8-го покоління)
- iPad Mini 4
- iPad mini (5-го покоління)
- iPad Pro (всі моделі)